# HBB
|                                                                    |           |
| Sinónimos                                                          |           |
| Beta globina, subunidad β, hemoglobina subunidad beta, cadena beta |           |
| Estructuras disponibles                                            |           |
| RCSB                                                               |           |
| Ortólogos                                                          |           |
| G. gorilla                                                         | NCBI KEGG |
| P. troglodytes                                                     | NCBI KEGG |
| P. pithecias                                                       | NCBI      |
| L.lagotricha                                                       | NCBI      |
| A.belzebul                                                         | NCBI      |
| A.azarai                                                           | NCBI      |
| U. maritimus                                                       | NCBI KEGG |
| Locus                                                              |           |
| 15.4                                                               |           |
| Bases de datos                                                     |           |
| OMIM                                                               | 141900    |
| UniProt                                                            | P68871    |
| GHR                                                                | Ghr HBB   |
| NCBI                                                               | 3043      |
| KEGG                                                               | 3043      |
| HGNC                                                               | 4827      |

El gen HBB Hemoglobina Subunidad Beta encontrado en el cromosoma 11 del genoma humano, contiene una secuencia que codifica para la cadena polipeptídica de la beta globina, que es una subunidad de la hemoglobina.
La hemoglobina A1 del adulto está conformada  dos subunidades beta (HBB) y dos alfa (HBA), los aminoácidos para cada cadena polipeptídica son 147 aa para la (HBB) y 142 aa (HBA).

La hemoglobina fetal está constituida por subunidades diferentes, en lugar de tener 2 subunidades HBB, esta va a tener 2 HBG. La beta y la gamma son muy parecidas, ya que tienen la misma cantidad aminoácidos, tienen una diferencia en la posición 136, puede haber una alanina o glicina, este cambio va a generar mayor afinidad por el oxígeno.

## Función
El gen HBB va a codificar para la proteína globina β, que forma parte de la función de la hemoglobina, encargada de transportar oxígeno, dióxido de carbono e Hidrógeno.
La afinidad a estas moléculas está definida por el efecto Bohr, el cual dice que en ciertas condiciones del medio la hemoglobina será más afín al CO2  o al H+. En los pulmones donde el pH es de 7.6 aproximadamente, aumenta la afinidad de la hemoglobina por el oxígeno, liberando el CO2 y H+ que lleva; por el contrario, en los tejidos, donde la concentración de CO2 es alta y el pH es menor (7.2), la hemoglobina se vuelve menos a fin al O2 liberandolo y uniéndose al CO2 y el H+.

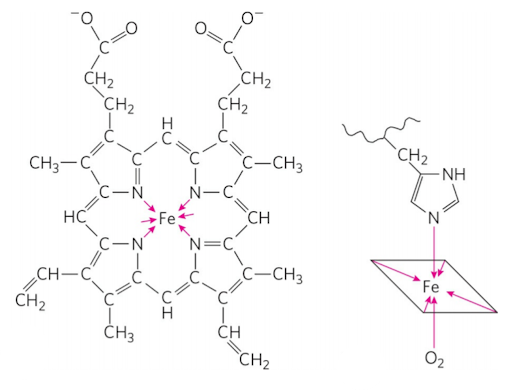
Izq. Estructura del grupo heme: la protoporfirina y el átomo de hierro. Der. Su interacción con la histidina (arriba) y la molécula O2 (abajo).

## Estructura
El gen HBB es primordial en la estructura específica de la hemoglobina y le permite a esta cumplir con su función de manera eficiente.
La proteína beta, proveniente del gen HBB consta de 147 aminoácidos, y forma ocho hélices alfa; además tiene un grupo hemo, que es el que permite que se una el oxígeno.

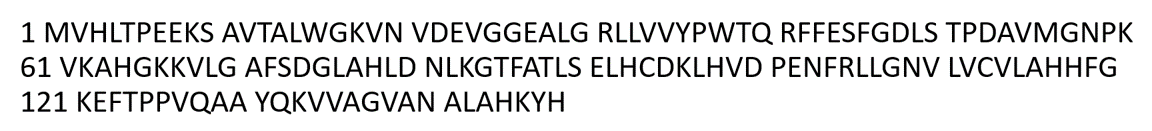
Secuencia de aminoácidos de la proteína Beta Globina.

El grupo hemo está formado por la protoporfirina (un anillo orgánico), al que se une un átomo de hierro; el átomo de hierro en estado ferroso forma 6 enlaces, cuatro con la protoporfirina, uno con una histidina de cualquier subunidad de la hemoglobina y el lugar que queda lo usa para unir el oxígeno.

## Interacciones
En la hemoglobina una subunidad beta interacciona con dos subunidades alfa, sin embargo, crea enlaces más fuertes con una de ellas, cuando esto sucede a esa estructura (AB) se le llama dímero y arbitrariamente se les otorga un número, pudiendo ser 1 o 2; ej. beta globulina 1 interacciona con alfa globulina 1 y forman el complejo AB1, que a su vez interacciona con un enlace más débil con el dímero AB2. Entre A1 y B1 hay 30 aminoácidos involucrados, mientras que entre A1y B2 hay solo 19.

## Relevancia clínica
La globina HBB tiene una función muy importante, pues forma parte de la estructura de la hemoglobina. La HBB tiene una región hemo, en la cual se le une el oxígeno, dióxido de carbono e hidrógeno y permite el transporte de estos.
En caso de que hubiera un cambio en la secuencia o una malformación, se darían ciertos efectos en nuestro organismo, al no llegar las moléculas indispensables a nuestras células. Ejemplos de enfermedades son:

### Anemia falciforme
La anemia falciforme es generada en individuos homocigotos, es decir que traen la malformación en ambos progenitores. Esto es causado por una variante de una Valina 
en lugar de una Glutamato, esto genera una diferencia de cargas, ya que el Glutamato tiene una carga negativa, por lo que la hemoglobina de la anemia falciforme va a tener dos cargas negativas menos, una por cada beta hemoglobina, además de que la Valina es hidrofóbica, y el resultado de estas interacciones genera la forma alargada de los eritrocitos. 
Por otro lado esta enfermedad puede ser una ventaja para algunas poblaciones. Al momento de que la enfermedad es heredada por solo uno de los padres (heterocigotos), la enfermedad es desarrollada pero solo en 1% de los eritrocitos, generando una ventaja para la enfermedad de la malaria, ya que esta entra al eritrocito ocupando el lugar de la hemoglobina, pero al momento de tener anemia falciforme el parásito ya no entra en el eritrocito por su forma y por consiguiente no se puede expresar de forma completa la enfermedad, no provoca la muerte.

### Beta Talasemia
Esta malformación es causada por el cambio de una o varias bases nitrogenadas. Esto puede afectar a la producción de subunidades beta (B+), generando beta talasemia; cuando afecta y no produce ninguna subunidad beta, se le llama beta cero (B0). esto genera hemoglobinas inmaduras y no permiten el transporte de oxígeno.